# Маріот Леслі
Дама Е́лісон Ма́ріот Ле́слі, більш відома як Ма́ріот Ле́слі (англ. Mariot Leslie; нар. 25 червня 1954, Единбург) — британська дипломатка, постійна представниця при НАТО (до 2014 року; нині цю посаду обіймає Сара Макінтош), генеральний директор департаменту з питань оборони і розвідки Міністерства закордонних справ і у справах Співдружності націй (Форин-офісу) Великої Британії. Нагороджена Орденом Святого Михайла і Святого Георгія.
Народилася в Единбурзі в 1954 році. Отримала освіту в George Ladies College. Одружена з Ендрю Леслі з 1978 року; має двох доньок. Почала свою кар'єру в 1977 році у відділі Близького Сходу. Обіймала різні посади в Сінгапурі, Бонні, Парижі, Римі та Осло.

## Дипломатична кар'єра. Хронологія
- 1977—1978: на дипломатичній службі; пропрацювала рік у відділі, відповідаючого за Близький Схід (Форин-офіс)
- 1978—1981: член британської дипломатичної місії в Сингапурі
- 1982—1986: перший секретар Посольства Великої Британії в Бонні та відповідальна за співпрацю в Європейській Спільноті
- 1986—1987: в управлінні політичного планування (Форин-офіс)
- 1988—1990: в департаменті менеджменту персоналу (Форин-офіс)
- 1990—1992: представниця при МЗС Франції
- 1992—1993: начальниця департаменту охорони навколишнього середовища, науки та енергетики (Форин-офіс)
- 1993—1995: у шотландському бюро промисловості (Единбург)
- 1996—1998: керівниця управління політичного планування (Форин-офіс)
- 1998—2001: міністр і заступник голови місії Посольства Великої Британії у Римі
- 2002—2006: Посол Її Величності в Осло
- 2006—2007: директор з оборонних і стратегічних загроз та посланець з боротьби проти тероризму (Форин-офіс)
- 2007—2010: генеральний директор департаменту загальної оборони та розвідки (Форин-офіс)
- 2010—2014: Посол та Постійний представник об'єднаної делегації Великої Британії при НАТО[3].